# Brownstone (Baustoff)

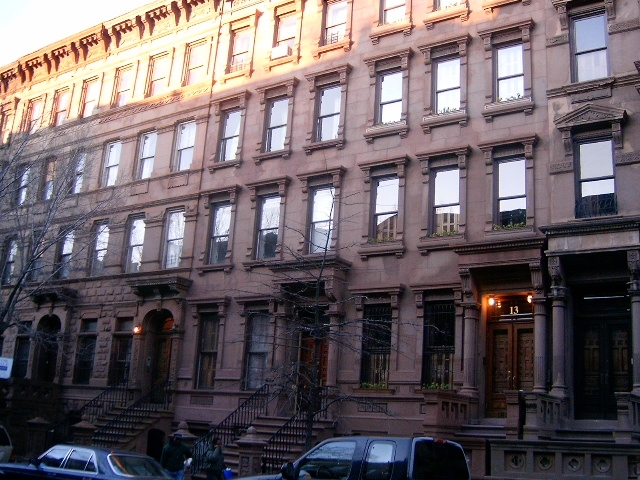
Viergeschossige „Brownstones“ in Harlem, südlich der 125th Street, 2004.

Brownstone ist ein brauner Sandstein, der in den Vereinigten Staaten früher gerne als Baustoff verwendet wurde. Auch Stadthäuser, die aus diesem Stein oder einem ähnelnden Material aufgemauert sind, werden ebenfalls als Brownstone bezeichnet. Der Sandstein entstand gewöhnlich in den geologischen Zeitaltern Trias bis Jura.

## Sorten

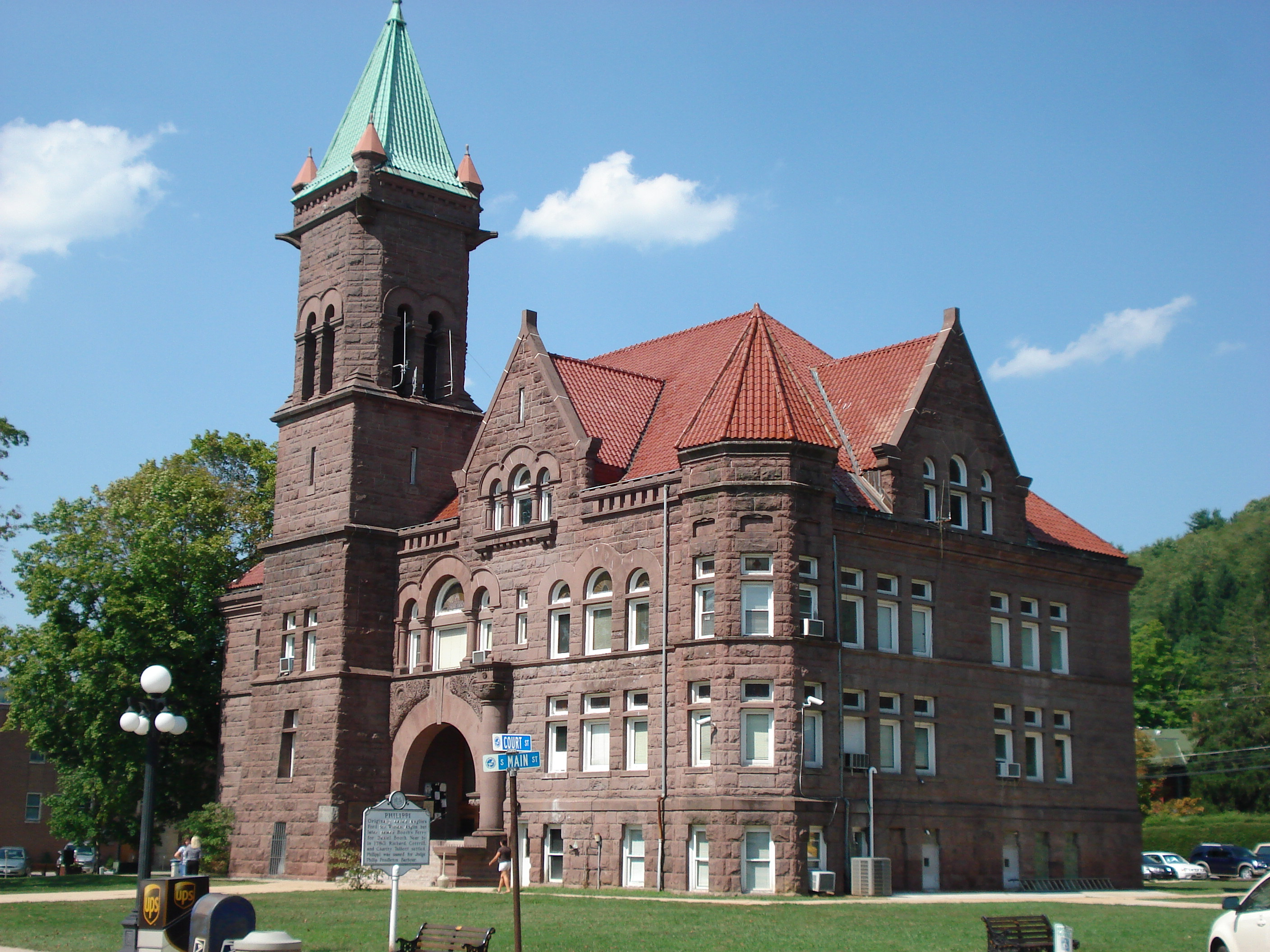
Das Barbour County Courthouse (1903–05) in Philippi (West Virginia) ist komplett mit Hummelstown brownstone verkleidet.

### Apostle Island Brownstone
Ab 1868 bis in die 1890er betrieb die Bass Island Brownstone Company einen Steinbruch in Basswood Island, Wisconsin. Der Brownstone aus diesem Steinbruch sowie weiteren Brüchen im Gebiet der Apostle Islands wurde seinerzeit stark nachgefragt. Das erste Milwaukee County Courthouse wurde beispielsweise in den 1860ern mit Stein aus Basswood Island ausgeführt.

### Hummelstown Brownstone
Hummelstown Brownstone ist besonders beliebt an der Ostküste der Vereinigten Staaten. Zahlreiche Regierungsgebäude der Bundesstaaten West Virginia, Pennsylvania, New York, Maryland und Delaware sind komplett mit dem „Brownstone“ verkleidet. Diese Steine kommen aus der Hummelstown Quarry in Hummelstown (Pennsylvania), einer Kleinstadt im Dauphin County, bei Harrisburg (Pennsylvania). Die Hummelstown Quarry ist der größte Hersteller von Brownstone-Werksteinen an der Ostküste. Gewöhnlich wurden die Transporte von Hummelstown mit der Brownstone and Middletown Railroad befördert oder mit Lastwagen zum Erie Canal gebracht.

### Portland Brownstone
Die Sorte aus den Portland Brownstone Quarries, auch bekannt als Connecticut River Brownstone, ist ähnlich weit verbreitet. Die Steine aus Steinbrüchen in Portland (Connecticut) und den umliegenden Orten fanden Verwendung in zahlreichen repräsentativen Gebäuden in Chicago, Boston, New York City, Philadelphia, New Haven, Hartford, Washington, D.C. und Baltimore.

### New Jersey Brownstone

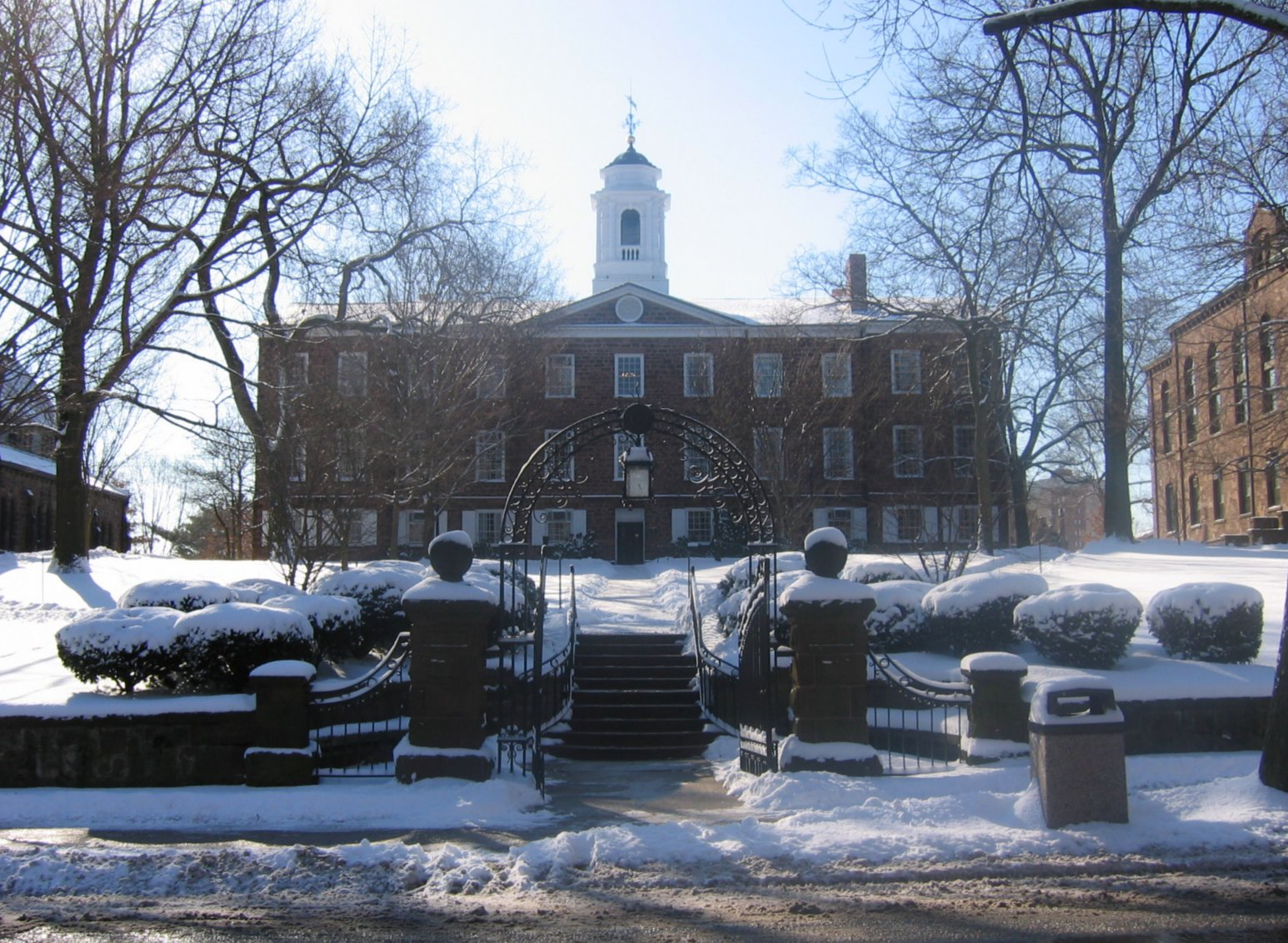
Old Queen’s (1809–1823) an der Rutgers University wurde aus Werksteinen aus den Bergen um New Brunswick (New Jersey) errichtet.

Steinbrüche in Schichten der Passaic-Formation im Norden von New Jersey versorgten früher die meisten Bauprojekte für „Brownstones“ in New York City und in New Jersey.

### South Wales Brownstone
Sandstein aus dem Zeitalter des Devonian wird gewöhnlich im südlichen Wales verbaut.

## Bekannte Gebäude

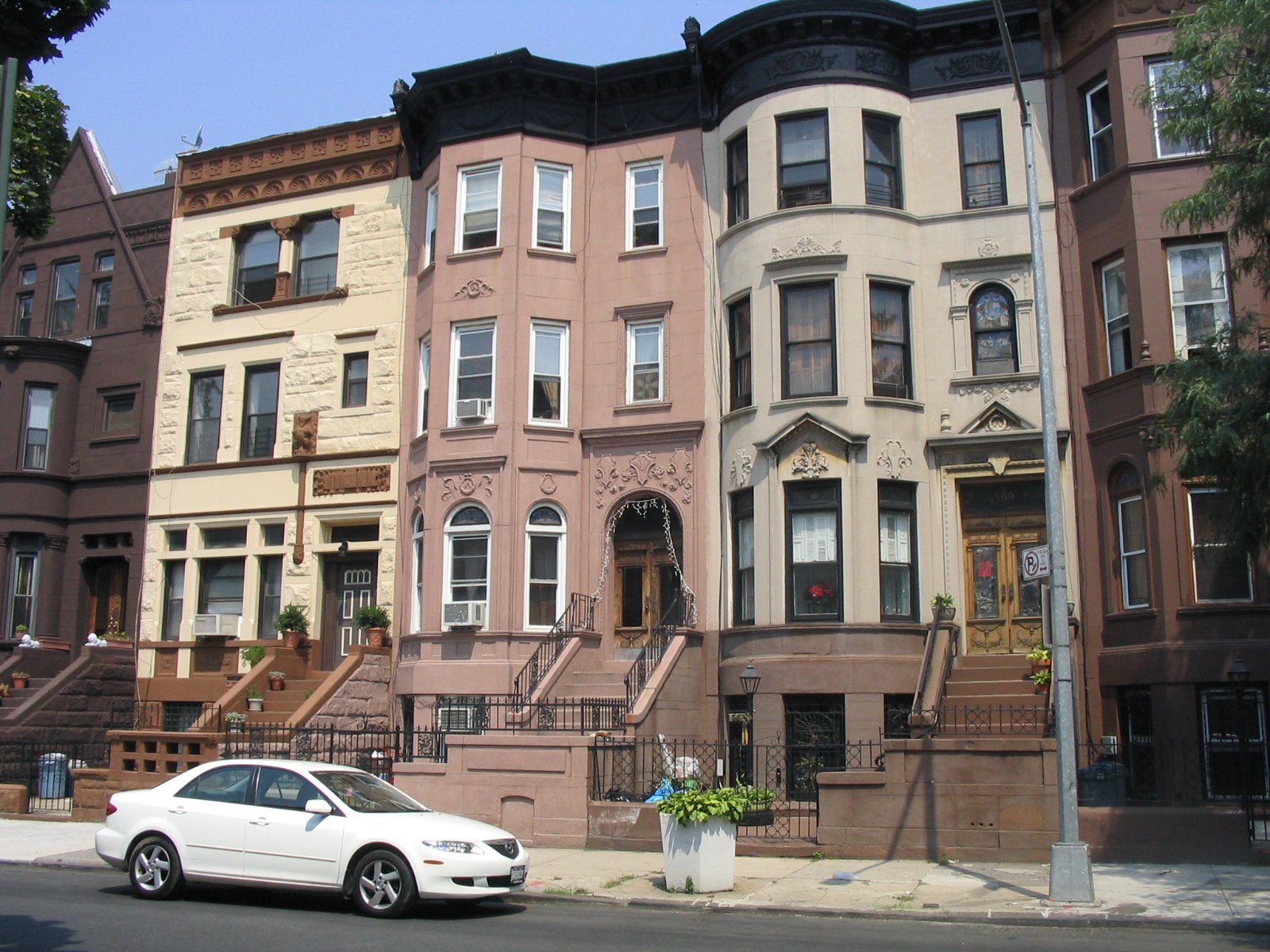
Angestrichene Brownstone-Reihenhäuser in Bedford-Stuyvesant, New York.

In den verschiedenen New York City Neighborhoods, vor allem in den Brooklyner Vierteln Park Slope, Clinton Hill, Fort Greene, Cobble Hill, Carroll Gardens, Boerum Hill, Gowanus, Windsor Terrace, Prospect Heights, Crown Heights, Brooklyn Heights, Bedford–Stuyvesant und Sunset Park. Kleinere Ansammlungen existieren in Teilen von Bay Ridge, Williamsburg, Bushwick, Greenpoint und Prospect Lefferts Gardens.
Auch in Manhattan kommen zahlreiche einzelne Gebäude vor, und in den Hudson County Neighborhoods auf dem gegenüberliegenden Ufer des Hudson River in Hoboken bilden sie wieder große Bestände, ebenso rund um Van Vorst Park und Hamilton Park in Jersey City. Die New Yorker Stadthäuser (brownstones) kosten gewöhnlich mehrere Millionen Dollar, wenn sie zum Verkauf stehen. Ein typisches architektonisches Detail in New York City ist die Stoop, eine steile Treppe, die von der Straße bis zum Eingang im Hochparterre führt. Dieser Baustil galt als hygienisch, da die Straßen voll mit Kot waren.
Mittlerweile wird die Bezeichnung „brownstone“ auf die meisten Stadthäuser einer bestimmten Bauzeit übertragen, auch wenn sie nicht aus dem bezeichneten Material gemacht sind. In Boerum Hill, Brooklyn bestehen viele Häuser aus Ziegelwänden, sind aber mit Beton-Verblendungen verkleidet, so dass sie wie echte Steinhäuser erscheinen. Viele Ziegelhäuser verfügen auch über Brownstone-Stoops. Solche Kombinationen treten häufig in den Vierteln Borough Park, Dyker Heights, Bensonhurst, Bath Beach, Kensington, Flatbush, Midwood, East New York, Cypress Hills in Brooklyn sowie in Ridgewood, Glendale, Astoria, Woodhaven in Queens und in Longwood und Morrisania in der Bronx auf.
In Philadelphia sind der Rittenhouse Square und Fairmount Beispiele für Brownstone-Architektur.

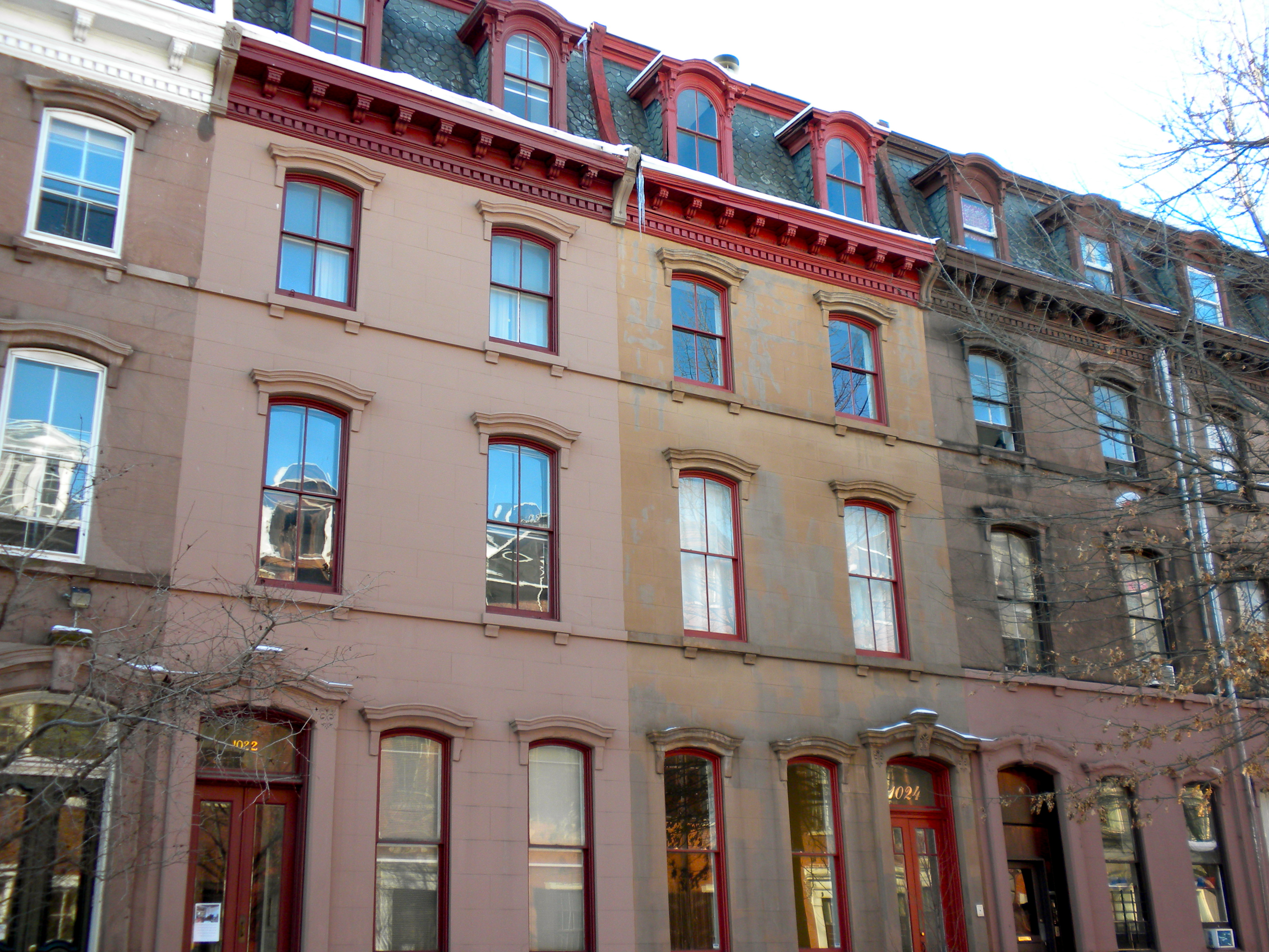
Die John Stewart Houses in Philadelphia.

In Boston gilt Back Bay als bedeutendstes Beispiel viktorianischer Brownstone-Gebäude, sowie eines der besterhaltenen Beispiele für städtische Architektur des 19. Jahrhunderts in den Vereinigten Staaten.

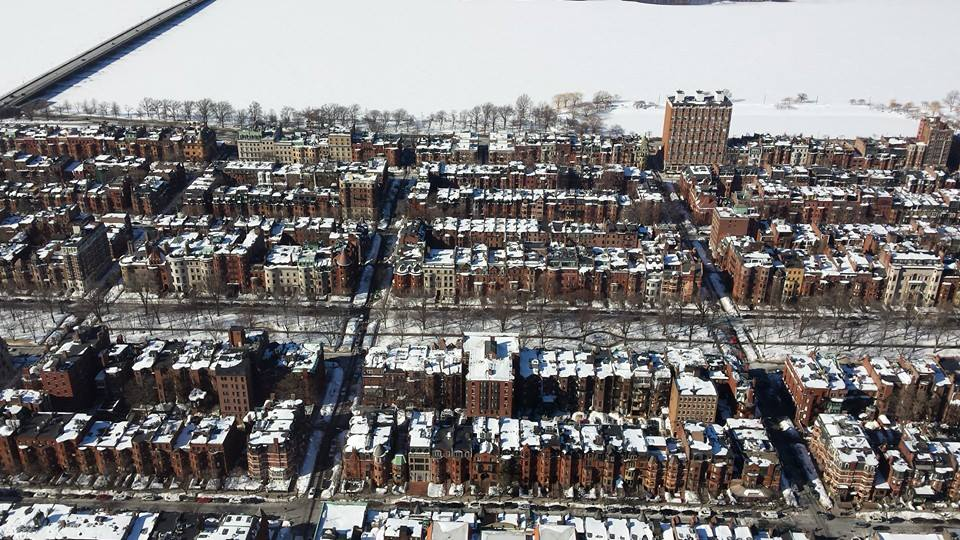
Brownstones in der Back Bay-Neighborhood von Boston, vom Prudential Skywalk Observatory aus gesehen.

In Chicago gibt es auch einzelne Bestände, wobei die vergleichbare Form der „greystones“ viel stärker vorherrscht. Greystone nutzt Indiana limestone für die Fassade, unbenommen, aus welchem Material der Rest des Gebäudes besteht. Wie in Brooklyn den Brownstone, gibt es in Chicago einen „Greystone Belt“.

### Auf dem Land
Brownstone war sehr beliebt, weil er sich ohne Rücksicht auf Schichtungen frei bearbeiten ließ und wurde vor allem auch von den frühen Quäkern in Pennsylvania genutzt, um Mühlen und Mühlengebäude zu errichten. In Zentral-Pennsylvania haben sich einige Gebäude aus den 1700ern erhalten, unter anderem ein noch heute als Wohnhaus genutztes Gebäude, das Quaker Mill House.